# Fritz Kasparek
Fritz Kasparek (Wenen, 3 juli 1910 - Salcantay (Peru), 6 juni 1954) was een Oostenrijks alpinist. 
Kasparek kwam uit een Weense arbeidersfamilie en werd lid van de bergsportvereniging Naturfreunde. Nadat die vereniging in 1934 door de nazi's werd verboden, hielp hij verschillende leden ontsnappen uit Oostenrijk. Op 21-24 juli 1938 bedwong hij samen met Anderl Heckmair, Heinrich Harrer en Ludwig Vörg als eersten de beruchte Eiger-noordwand. De alpinisten werden gevierd door het nazi-regime en Kasparek werd ontvangen door Hitler en Himmler. Hij kreeg de rang van SS-Unterscharrführer en publiceerde in 1939 zijn boek Ein Bergsteiger.
In 1954 kwam hij om het leven bij een beklimmingspoging van de Salcantay (6.271 m) in de Andes in Peru.